# Gynura
Genre
Gynura est un genre de plantes à fleurs de la famille des Asteraceae. 

## Liste d'espèces
Selon Catalogue of Life (30 mai 2013) :
- Gynura abbreviata
- Gynura albicaulis
- Gynura amplexicaulis
- Gynura angulosa
- Gynura aurantiaca
- Gynura barbareifolia
- Gynura batorensis
- Gynura bicolor
- Gynura brassii
- Gynura calciphila
- Gynura campanulata
- Gynura carnosula
- Gynura colaniae
- Gynura colorata
- Gynura cusimbua
- Gynura divaricata
- Gynura drymophila
- Gynura elberti
- Gynura elliptica
- Gynura emeiensis
- Gynura formosana
- Gynura fulva
- Gynura grandifolia
- Gynura haematophylla
- Gynura hispida
- Gynura hmopaengensis
- Gynura japonica
- Gynura lycopersicifolia
- Gynura malaccensis
- Gynura mauritiana
- Gynura micheliana
- Gynura nepalensis
- Gynura nitida
- Gynura ovalis
- Gynura panershenia
- Gynura procumbens
- Gynura proschii
- Gynura pseudo-china
- Gynura pseudochina
- Gynura rubiginosa
- Gynura scandens
- Gynura sechellensis
- Gynura steenisii
- Gynura sundaiaca
- Gynura taiwanensis
- Gynura travancorica
- Gynura valeriana
- Gynura vidaliana

Selon ITIS (30 mai 2013) :
- Gynura aurantiaca (Blume) DC.

Selon NCBI (30 mai 2013) :
- Gynura bicolor
- Gynura calciphila

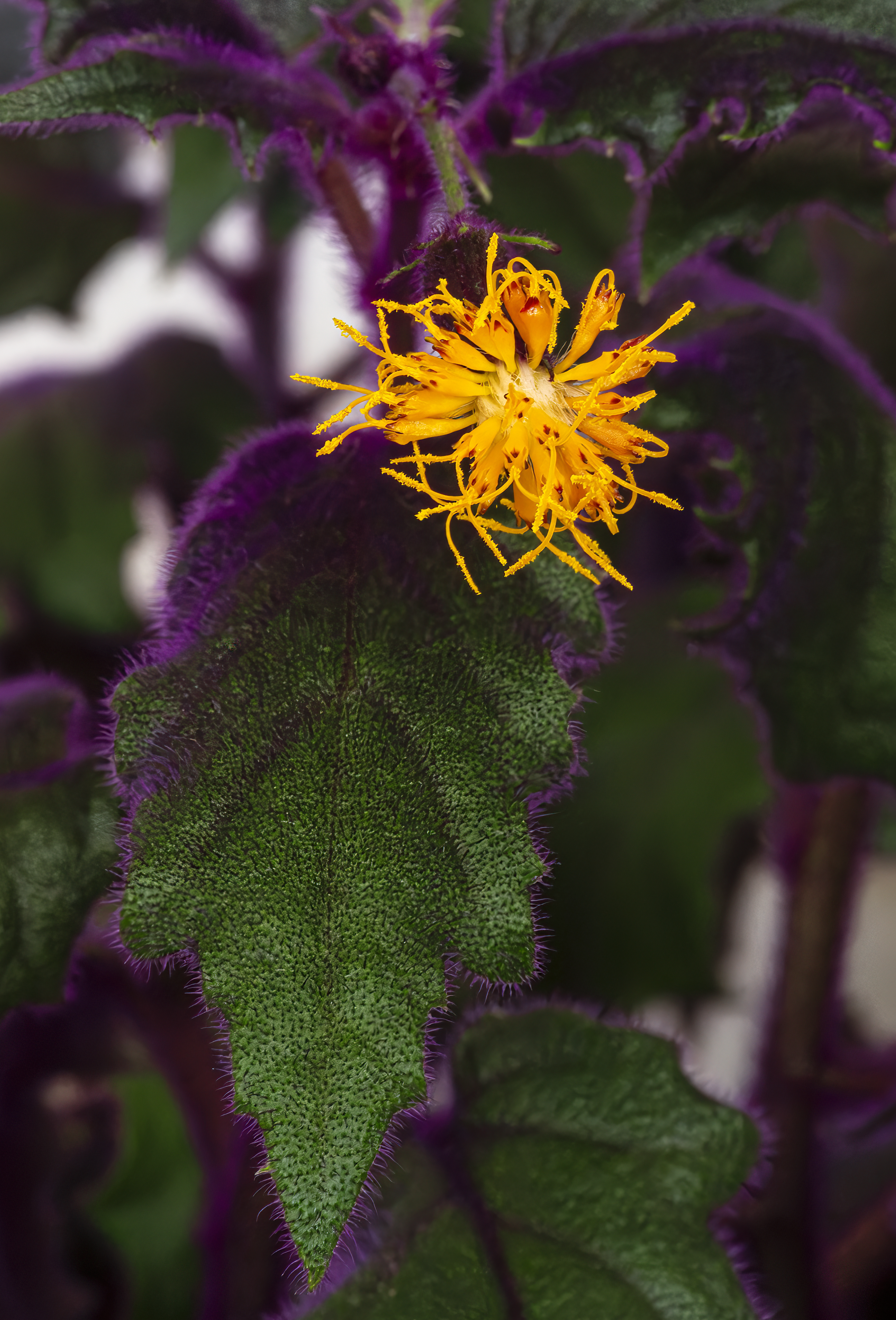
Gynura aurantiaca Feuillage et fleur

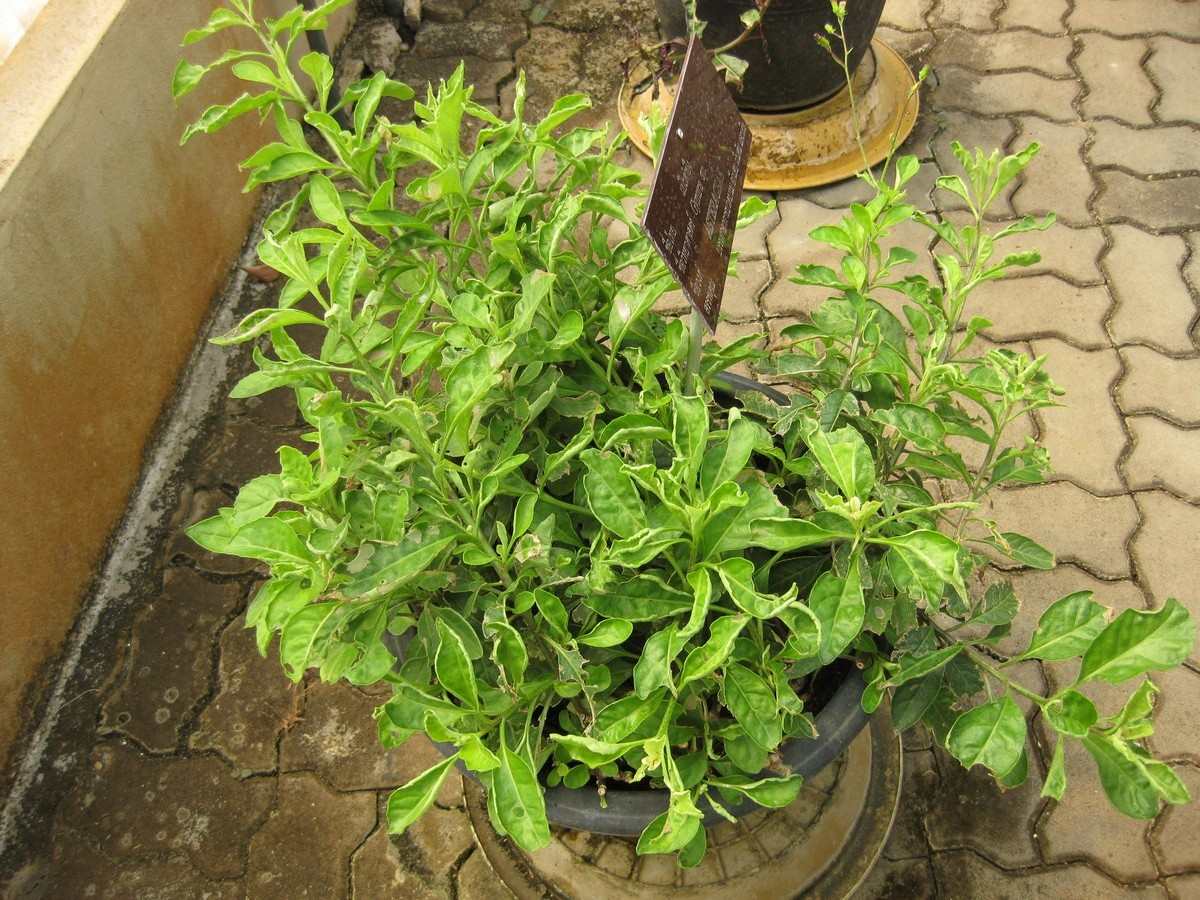
Gynura sp., Jardin botanique de la reine Sirikit, Thaïlande

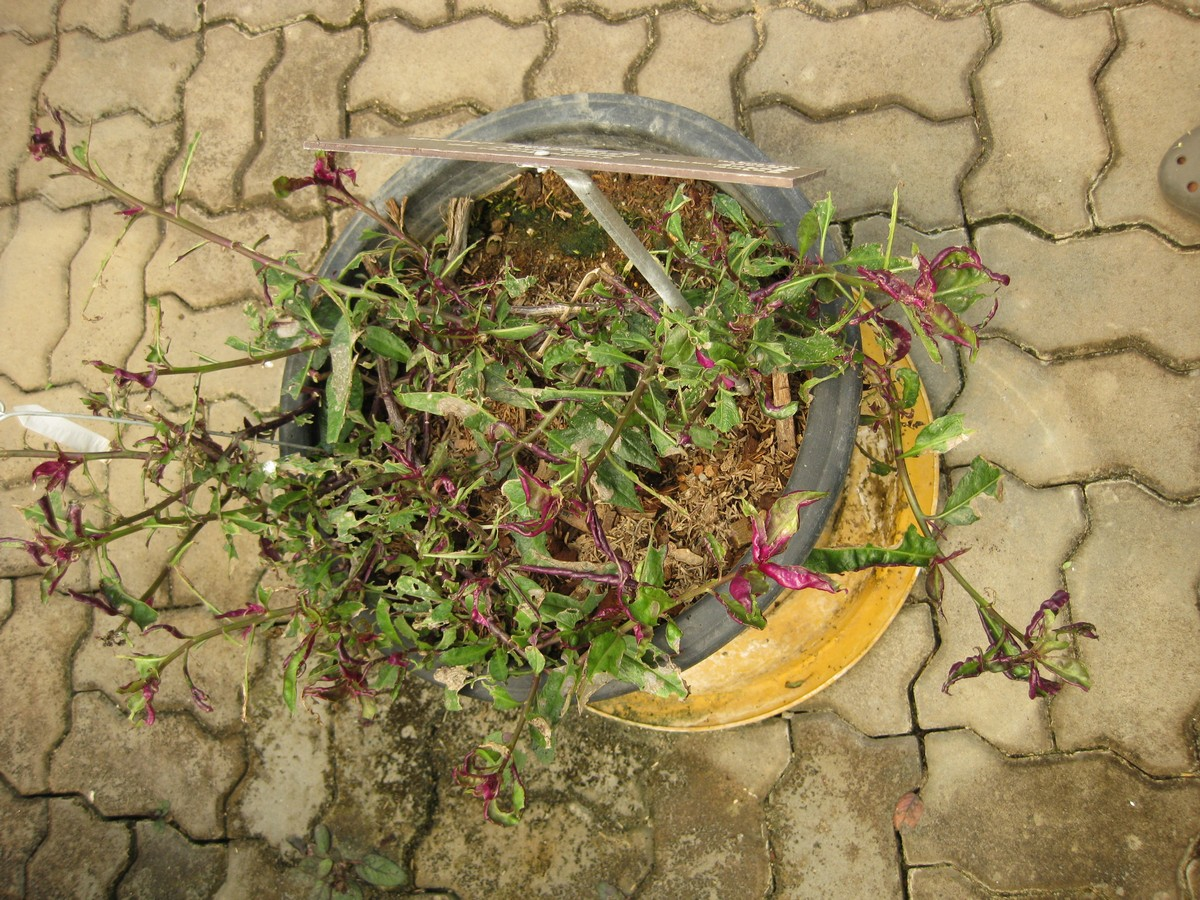
Gynura bicolor, Jardin botanique de la reine Sirikit, Thaïlande

  - variété Gynura calciphila var. dissecta
- Gynura formosana
- Gynura procumbens
- Gynura segetum

Selon Tropicos (30 mai 2013) (Attention liste brute contenant possiblement des synonymes) :
- Gynura agusanense Elmer
- Gynura albicaulis W.W. Sm.
- Gynura amplexicaulis Oliv. & Hiern
- Gynura angulosa DC.
- Gynura apoensis Elmer
- Gynura aspera Ridl.
- Gynura aurantiaca (Blume) DC.
- Gynura auriculata Cass.
- Gynura auriformis (S. Moore) S. Moore
- Gynura aurita C. Winkl.
- Gynura baoulensis Hutch. & Dalziel
- Gynura barbareifolia Gagnep.
- Gynura bauchiensis Hutch.
- Gynura bicolor (Roxb. ex Willd.) DC.
- Gynura biflora (Burm. f.) Merr.
- Gynura bodinieri H. Lév.
- Gynura brownii S. Moore
- Gynura bulbosa (Lour.) Hook. & Arn.
- Gynura buntigii S. Moore
- Gynura campanulata C. Jeffrey
- Gynura cavalerei H. Lév.
- Gynura cernua (Cass.) Benth.
- Gynura claessensii De Wild.
- Gynura coerulea O. Hoffm.
- Gynura colorata Peter ex F.G. Davies
- Gynura cornigera Lindl.
- Gynura crepidioides Benth.
- Gynura cusimbua (D. Don) S. Moore
- Gynura densiflora Miq.
- Gynura densifolia Miq.
- Gynura dichotoma Turcz.
- Gynura divaricata (L.) DC.
- Gynura elliptica Y. Yabe & Hayata ex Hayata
- Gynura emeiensis Z.Y. Zhu
- Gynura esquirolii H. Lév.
- Gynura eximia S. Moore
- Gynura fischeri O. Hoffm.
- Gynura flava Hayata
- Gynura formosana Kitam.
- Gynura gracilis Hook. f. ex Hutch. & Dalziel
- Gynura hemsleyana H. Lév.
- Gynura hieraciifolia H. Lév.
- Gynura integrifolia Gagnep.
- Gynura japonica (Thunb.) Juel
- Gynura liberica (S. Moore) Hutch. & Dalziel
- Gynura lutea Humbert
- Gynura lycopersicifolia DC.
- Gynura lyrata Sch. Bip. ex Zoll.
- Gynura maclurei Merr.
- Gynura malasica (Ridl.) Ridl.
- Gynura manampanihensis Humbert
- Gynura meyeri-johannis O. Hoffm.
- Gynura micheliana J.G. Adam
- Gynura miniata Welw.
- Gynura mollis Sch. Bip. ex Zoll.
- Gynura montuosa (S. Moore) Bullock
- Gynura nepalensis DC.
- Gynura nitida DC.
- Gynura notonioides (S. Moore) S. Moore
- Gynura nudibasis (H. Lév. & Vaniot) Lauener & D.K. Ferguson
- Gynura ovalis (Ker Gawl.) DC.
- Gynura panershenia Z.Y. Zhu
- Gynura picridifolia (DC.) Burtt Davy
- Gynura pinnatifida (Lour.) DC.
- Gynura piperi Merr.
- Gynura polycephala Benth.
- Gynura procumbens (Lour.) Merr.
- Gynura pseudochina (L.) DC.
- Gynura rosea Ridl.
- Gynura rubens (B. Juss. ex Jacq.) Muschl.
- Gynura rubiginosa (Elmer) J.R. Drumm. ex Merr. & Rolfe
- Gynura rusisiensis R.E. Fr.
- Gynura ruwenzoriensis (S. Moore) S. Moore
- Gynura sarcobasis DC.
- Gynura sarmentosa (Blume) DC.
- Gynura scandens O. Hoffm.
- Gynura segetum (Lour.) Merr.
- Gynura sinica Diels
- Gynura somalensis (Chiov.) Cufod.
- Gynura sonchifolia Baker
- Gynura subglabra Merr.
- Gynura sumatrana Miq.
- Gynura taiwanensis S.S. Ying
- Gynura taylorii S. Moore
- Gynura tedliei (Oliv. & Hiern) S. Moore ex Hutch. & Dalziel
- Gynura travancorica W. Smith
- Gynura valeriana Oliv.
- Gynura vaniotii H. Lév.
- Gynura variifolia De Wild.
- Gynura vidaliana Elmer
- Gynura vitellina Benth.
- Gynura zeylanica Trim.